# Ondřej Nezbeda
Ondřej Nezbeda (* 8. března 1979) je český novinář a spisovatel.
Vystudoval biologii na Přírodovědecké fakultě Univerzity Karlovy a tělesnou výchovu na Fakultě tělesné výchovy a sportu Univerzity Karlovy. V letech 2007 až 2014 byl členem redakce časopisu Respekt, ve kterém vedl rubriky Rozhovor, Literární recenze a Literární přílohu. Dva roky (2007 - 2009) pracoval také jako meteorologický pozorovatel na observatoři na Milešovce. V roce 2015 nastoupil do mobilního hospice Cesta domů jako pečovatel a redaktor. V rámci grantu Rok jinak zpracoval knihu Průvodce smrtelníka, za kterou získal v roce 2017 cenu Magnesia Litera – DILIA Litera pro objev roku. Od roku 2015 - 2017 pracoval jako redaktor v neziskové společnosti Post Bellum, kde se jako editor a autor podílel na komiksu Totální nasazení, a od roku 2017 - 2019 působil jako dramaturg pořadu Kultura + na ČT 24. V letech 2018 - 2022 působil jako redaktor překladové prózy v nakladatelství Paseka. V současnosti vede recenzní rubriku a podcast Kverulanti časopisu Host a pracuje jako šéfeditor čtvrtletníku Vital.